# Yahiko Mishima
Yahiko Mishima (jap. 三島弥彦 Mishima Yahiko; ur. 23 lutego 1886 w Tokio, zm. 1 lutego 1954 w Meguro) – japoński lekkoatleta specjalizujący się w biegach sprinterskich.
Reprezentował Cesarstwo Japonii podczas V Letnich Igrzyskach Olimpijskich w 1912 roku w Sztokholmie, gdzie wystartował w trzech konkurencjach. W biegu na 100 metrów z nieznanym czasem zajął w swoim biegu eliminacyjnym piąte miejsce i odpadł z dalszej rywalizacji. W biegu na 200 metrów z nieznanym czasem zajął czwarte miejsce w biegu eliminacyjnym i ponownie odpadł z dalszej rywalizacji. Ostatnim startem Mishimy był bieg na 400 metrów, gdzie dotarł do fazy półfinałowej, lecz na starcie biegu się nie pojawił.

## Rekordy życiowe
- bieg na 100 metrów – 11,8 (1911)
- bieg na 200 metrów – 25,2 (1911)
- bieg na 400 metrów – 55,0 (1911)